# Fekete Róbert (kézilabdázó)
Fekete Róbert (Szentes, 1968. július 29. –) kézilabdázó, a Pick Szeged első (1995-1996-os) bajnoki címét megnyerő csapatának kapusa és csapatkapitánya.
Tagja volt az 1993-as (Svédország) és az 1995-ös (Izland) világbajnokságon, valamint az 1994-es (Portugália) és az 1996-os (Spanyolország) EB-n szereplő magyar válogatottnak.
Mezszáma a Pick Szegedben: 16

## Egyesületei
- Szegedi Úttörő Válogatott (1979-1982)
- Szegedi Tisza Volán SC ifjúsági csapat (1982-1986)
- Szegedi Tisza Volán SC (1985-1986)
- Nyíregyháza (1986)
- Szegedi Tisza Volán SC (1897)
- Pécsi MSC (1988-1989)
- Szegedi Tisza Volán SC (1989-

(a Szegedi Tisza Volán SC új neve Pick Szeged lett)
- Pick Szeged (-1996)
- Pescanova Chapela (Spanyolország)(1996-1998)
- Dunaújváros (1998–1999)
- Medveščak Zagreb (Horvátország) (1999–2000)
- Fotex Veszprém (2000–2001)
- Cegléd / Pick Szeged (2001-2002)
- Cegléd (2002–2003)
- Athinaikosz (Görögország) (2003-2004)
- Koropi (Görögország) / Riveira (Spanyolország) (2004-2005)
- Riveira (Spanyolország) (2005-2006)
- Grupo Sigarci Gijon (Spanyolország) (2006-2008)

## Eredményei
- 2x magyar bajnok (Pick Szeged, Fotex Veszprém)
- 1x Magyar Kupa győztes (Pick Szeged)
- 4x magyar bajnoki ezüstérmes (Tisza Volán SC, 2x Pick Szeged, Dunaferr)
- 4x magyar bajnoki bronzérmes (4x Pick Szeged)
- KEK legjobb 4 közé jutás (Pick Szeged)
- City Kupa legjobb 4 közé jutás (Pick Szeged)
- EHF Kupa legjobb 8 közé jutás (Pick Szeged)

## Válogatottság
- 81x felnőtt magyar válogatott
- junior válogatott
- 2x ifjúsági válogatott